# Uni-Top Airlines
Uni-Top Airlines Co.Ltd. (cinese: 友 和 道 通 航空) era una compagnia aerea cargo con sede a Wuhan, capitale della provincia di Hubei, Cina. Era una sussidiaria interamente controllata dalla Uni-top Industrial Corporation di Shenzhen. La compagnia aerea ha cessato le operazioni il 20 novembre 2019 dopo difficoltà finanziarie.

## Storia
L'avvio è iniziato con l'approvazione della CAAC nel 2007 e il volo inaugurale è stato lanciato con successo nel 2011. Uni-Top avrebbe dovuto volare da maggio 2009 con servizi per Shenzhen, Dubai, Bishkek, Almaty e Chennai; le operazioni di trasporto merci vennero posticipale e finalmente iniziarono nell'aprile 2011.
Alla fine del 2013 è stato annunciato che EADS EFW, con sede all'aeroporto di Dresda, in Germania, avrebbe convertito 4 più 3 opzioni di ex A300-600 della China Eastern a partire da settembre 2014. Il 20 luglio 2015, il primo A300-600 (MSN 763) effettuò il suo primo volo dopo la conversione e venne consegnato alla compagnia cinese il 27 luglio 2015.

## Destinazioni
Al momento della sua chiusura, la compagnia operava da Kunming, Wuhan e Shenzhen verso punti nazionali e paesi dell'Asia meridionale e dell'Europa:
| Stato               | Città        | Aeroporto                                          |
| ------------------- | ------------ | -------------------------------------------------- |
| Bangladesh          | Dacca        | Aeroporto Internazionale di Dacca-Hazrat Shahjalal |
| Belgio              | Liegi        | Aeroporto di Liegi-Bierset                         |
| Emirati Arabi Uniti | Dubai        | Aeroporto Internazionale di Dubai-Al Maktum        |
| India               | Bangalore    | Aeroporto Internazionale di Bangalore              |
| India               | Calcutta     | Aeroporto Internazionale di Calcutta               |
| India               | Chennai      | Aeroporto Internazionale di Chennai                |
| India               | Delhi        | Aeroporto Internazionale di Delhi                  |
| India               | Mumbai       | Aeroporto Internazionale Chhatrapati Shivaji       |
| Lussemburgo         | Lussemburgo  | Aeroporto del Lussemburgo                          |
| Malaysia            | Kuala Lumpur | Aeroporto Internazionale di Kuala Lumpur           |

## Flotta
Uni-Top Airlines operava con i seguenti aeromobili:
- 7 Airbus A300-600R(F)
- 1 Boeing 747-200F
- 2 Boeing 747-200(SF)
- 1 Boeing 747-400(BDSF)